# آق‌بیش
آق‌بیش ( ترکی آذربایجانی: Ağbiş) یک منطقهٔ مسکونی در جمهوری آرتساخ است که در استان کاشاتاق واقع شده‌است.